# 日本のアダルトアニメ一覧 (ま行)
- アニメ > アダルトアニメ > 日本のアダルトアニメ一覧 > 日本のアダルトアニメ一覧 (ま行)
- アニメ > アニメ作品一覧 > 日本のアダルトアニメ一覧 > 日本のアダルトアニメ一覧 (ま行)

日本のアダルトアニメ一覧 (ま行)では、日本におけるアニメ商業作品においてアダルトアニメとされている作品の五十音順“ま行”の一覧を記載。
- 記載の凡例については日本のアダルトアニメ一覧#凡例を参照

| あ行 | あ・い・う・え・お | は行 | は・ひ・ふ・へ・ほ |
| か行 | か・き・く・け・こ | ま行 | ま・み・む・め・も |
| さ行 | さ・し・す・せ・そ | や行 | や・ゆ・よ         |
| た行 | た・ち・つ・て・と | ら行 | ら・り・る・れ・ろ |
| な行 | な・に・ぬ・ね・の | わ行 | わ・ゐ・ゑ・を・ん |

| 1960年代 - 1990年代 | 1960年代 | 1960・1961・1962・1963・1964・1965・1966・1967・1968・1969 |
| 1960年代 - 1990年代 | 1970年代 | 1970・1971・1972・1973・1974・1975・1976・1977・1978・1979 |
| 1960年代 - 1990年代 | 1980年代 | 1980・1981・1982・1983・1984・1985・1986・1987・1988・1989 |
| 1960年代 - 1990年代 | 1990年代 | 1990・1991・1992・1993・1994・1995・1996・1997・1998・1999 |
| 2000年代            | 2000年代 | 2000・2001・2002・2003・2004・2005・2006・2007・2008・2009 |
| 2010年代            | 2010年代 | 2010・2011・2012・2013・2014・2015・2016・2017・2018・2019 |
| 2020年代            | 2020年代 | 2020・2021・2022・2023・2024・2025・2026・2027・2028・2029 |

| 目次 | • 脚注• 注釈• 出典• 参考文献 |

## ま行
| 作品名 | 年月日                      | 製作                                     | 発売元                                   | 販売元                   |
| --- | --------------------------- | ---------------------------------------- | ---------------------------------------- | ------------------------ |
| My妹 小悪魔なAカップ 上巻「お兄ちゃんなんて大嫌い!?」                                                                            | 2012年7月6日                | メリー・ジェーン                         | メリー・ジェーン                         | メリー・ジェーン         |
| My妹 小悪魔なAカップ 下巻「お兄ちゃんに夢中だよ」                                                                                | 2012年9月28日               | メリー・ジェーン                         | メリー・ジェーン                         | メリー・ジェーン         |
| My Life As（マイ ライフ アズ） Stage1 A Chicken                                                                                  | 1999年7月22日               | ファイブウェイズ                         | 中尾産業                                 | ファイブウェイズ         |
| 魔界騎士イングリッド Episode01 イングリッド無残                                                                                  | 2009年6月20日               | PIXY                                     |                                          |                          |
| 魔界騎士イングリッド Episode02 ムラサキ被虐                                                                                      | 2009年10月24日              | PIXY                                     |                                          |                          |
| 魔界騎士イングリッド Episode03 屈辱の誓約                                                                                        | 2010年3月27日               | PIXY                                     |                                          |                          |
| 魔界騎士イングリッド Episode04 惨めなる果て                                                                                      | 2010年8月27日               | PIXY                                     |                                          |                          |
| 魔界騎士イングリッド:Re 〜メス豚奴隷に堕ちた魔界騎士〜                                                                           | 2018年11月23日              | ZIZ                                      |                                          |                          |
| 魔界天使ジブリール Vol.1 変身!ジブリール                                                                                         | 2004年11月26日              | ANIMAC                                   |                                          |                          |
| 魔界天使ジブリール Vol.2 特訓!愛あればこそ                                                                                       | 2005年1月28日               | ANIMAC                                   |                                          |                          |
| 魔界天使ジブリール Vol.3 魅惑!魔性のささやき                                                                                     | 2005年3月25日               | ANIMAC                                   |                                          |                          |
| 魔界天使ジブリール Vol.4 戦慄!血のイニシエイション                                                                               | 2005年6月24日               | ANIMAC                                   |                                          |                          |
| 魔界天使ジブリール EPISODE2 Vol.1 誕生!新ジブリール                                                                              | 2007年5月25日               | ANIMAC                                   |                                          |                          |
| 魔界天使ジブリール EPISODE2 Vol.2 純真!悩ましき恋心                                                                              | 2007年7月28日               | ANIMAC                                   |                                          |                          |
| 魔界天使ジブリール EPISODE2 Vol.3 決戦!ジブリールVSジブリール                                                                    | 2007年9月28日               | ANIMAC                                   |                                          |                          |
| 魔界天使ジブリール EPISODE2 Vol.4 究極!ジブリールより愛をこめて…                                                                 | 2009年1月25日               | Milky                                    | Milky                                    | ミルキーズピクチャーズ   |
| 魔界天使ジブリール3 Vol.1 見参!ジブリール・ゼロ                                                                                  | 2009年9月25日               | Milky                                    | Milky                                    | ミルキーズピクチャーズ   |
| 魔界天使ジブリール3 Vol.2 強襲!魔界天使                                                                                          | 2010年2月19日               | Milky                                    | Milky                                    | ミルキーズピクチャーズ   |
| 魔が堕ちる夜 第一章 デーモニックプリンセス                                                                                       | 2006年8月25日               | クランベリー                             | キルタイムコミュニケーションズ           |                          |
| 魔が堕ちる夜 第二章 淫らな水師                                                                                                   | 2006年10月27日              | クランベリー                             | キルタイムコミュニケーションズ           |                          |
| 魔が堕ちる夜 第三章 敗北者の淫辱                                                                                                 | 2006年12月22日              | クランベリー                             | キルタイムコミュニケーションズ           |                          |
| 真希ちゃんとなう。 悶絶淫乱娘 三条真希 編                                                                                        | 2012年2月24日               | Collaboration Works                      | Collaboration Works                      | エイ・ワン・シー         |
| 真希ちゃんとなう。 純真無垢天使 御園由希 編                                                                                      | 2012年9月28日               | Collaboration Works                      | Collaboration Works                      | エイ・ワン・シー         |
| 真希ちゃんとなう。 〜真希&由希のド変態共同「性」活♡ 編〜                                                                         | 2014年7月25日               | Collaboration Works                      | Collaboration Works                      | エイ・ワン・シー         |
| 真希ちゃんとなう。 姉妹で挑む未開の穴。三条探検隊が今日もいく!! 編                                                               | 2014年12月26日              | Collaboration Works                      | Collaboration Works                      | エイ・ワン・シー         |
| 魔剣の姫はエロエロです 〜ツンデレ姫騎士のお漏らし緊縛躾け♥〜                                                                     | 2018年10月26日              | PoRO                                     | PoRO                                     | エイ・ワン・シー         |
| 魔剣の姫はエロエロです 〜緊縛されたのスライムだった件♥〜                                                                         | 2018年12月28日              | PoRO                                     | PoRO                                     | エイ・ワン・シー         |
| 魔剣の姫はエロエロです 〜ツンデレ姫騎士の矮小鎧前罵詈後突♥〜                                                                     | 2019年6月28日               | PoRO                                     | PoRO                                     | エイ・ワン・シー         |
| 魔剣の姫はエロエロです 〜露出姫と腹黒エルフのワンワン散歩♥〜                                                                     | 2019年9月27日               | PoRO                                     | PoRO                                     | エイ・ワン・シー         |
| まこちゃん開発日記 #1 | 2021年7月2日                | ばにぃうぉ〜か〜                         | ばにぃうぉ〜か〜                         |                          |
| まこちゃん開発日記 #2 | 2021年7月2日                | ばにぃうぉ〜か〜                         | ばにぃうぉ〜か〜                         |                          |
| MASARU あしたの雪之丞2 第一章「赤い記憶」                                                                                        | 2003年7月25日               | ピンクパイナップル                       | ピンクパイナップル                       | ピンクパイナップル       |
| MASARU あしたの雪之丞2 第二章「青の復活」                                                                                        | 2003年10月24日              | ピンクパイナップル                       | ピンクパイナップル                       | ピンクパイナップル       |
| MAGICAL WITCH ACADEMY 〜ボクと先生のマジカルレッスン〜 THE ANIMATION LECTURE.1「魔法学園はハーレム♥?」                           | 2007年6月22日               | ピンクパイナップル                       | ピンクパイナップル                       | ピンクパイナップル       |
| MAGICAL WITCH ACADEMY 〜ボクと先生のマジカルレッスン〜 THE ANIMATION LECTURE.2「触手で大パニック」                               | 2007年8月24日               | ピンクパイナップル                       | ピンクパイナップル                       | ピンクパイナップル       |
| マジカルトワイライト2 | 1995年5月26日               | ピンクパイナップル                       | ピンクパイナップル                       | ピンクパイナップル       |
| マジカルトワイライト3 | 1995年7月21日               | ピンクパイナップル                       | ピンクパイナップル                       | ピンクパイナップル       |
| Magicalもえ VOL.1 | 2007年8月24日               | ANIMAC                                   |                                          |                          |
| 魔獣浄化少女ウテア soul.1 カレンの花                                                                                             | 2015年12月11日              | ケイ・エム・プロデュース                 |                                          |                          |
| 魔獣浄化少女ウテア soul.2 ミズキの鏡                                                                                             | 2016年1月8日                | ケイ・エム・プロデュース                 |                                          |                          |
| 魔獣浄化少女ウテア soul.3 love affair                                                                                            | 2017年3月10日               | ケイ・エム・プロデュース                 |                                          |                          |
| 魔獣浄化少女ウテア soul.4 シスターズ                                                                                             | 2017年6月9日                | ケイ・エム・プロデュース                 |                                          |                          |
| ましゅまろ♥いもうと♥さっきゅばす #1 ふたりの♥さっきゅばす                                                                        | 2016年3月18日               | ばにぃうぉ〜か〜、ルネピクチャーズ       | ばにぃうぉ〜か〜、ルネピクチャーズ       |                          |
| ましゅまろ♥いもうと♥さっきゅばす #2 いもうとと♥ともだちさっきゅばすと♥いもうとさっきゅばす                                       | 2016年4月22日               | ばにぃうぉ〜か〜、ルネピクチャーズ       | ばにぃうぉ〜か〜、ルネピクチャーズ       |                          |
| 魔性の貌（かお） 第一話「虜」 | 2004年5月28日               | ディスカバリー                           | ディスカバリー                           | セブンエイト             |
| 魔将の贄3 前編 〜白濁の海に沈む淫辱の隷姫〜                                                                                      | 2016年6月24日               | GOLD BEAR                                | メディアバンク                           | メディアバンク           |
| 魔将の贄3 後編 〜白濁の海に沈む印褥の隷姫〜                                                                                      | 2016年12月9日               | GOLD BEAR                                | メディアバンク                           | メディアバンク           |
| Master Piece THE ANIMATION #1 | 2019年5月31日               | ピンクパイナップル                       | ピンクパイナップル                       | ピンクパイナップル       |
| Master Piece THE ANIMATION #2 | 2019年8月30日               | ピンクパイナップル                       | ピンクパイナップル                       | ピンクパイナップル       |
| 町ぐるみの罠 白濁にまみれた肢体 上巻「白濁に堕ちる白墨」                                                                         | 2010年2月26日               | PoRO                                     | PoRO                                     | エイ・ワン・シー         |
| 町ぐるみの罠 白濁にまみれた肢体 下巻「ゆいのお尻がっ……」                                                                         | 2010年7月30日               | PoRO                                     | PoRO                                     | エイ・ワン・シー         |
| 町ぐるみの罠 白濁にまみれた肢体 敦子先生は白濁塗れ・らっき〜恥虐辱め尽し♥                                                        | 2014年1月31日               | PoRO                                     | PoRO                                     | エイ・ワン・シー         |
| 町ぐるみの罠 白濁にまみれた肢体 チビ可愛ゆいの恥辱ジェラ・ハメ馴染む街コン♥                                                      | 2014年9月26日               | PoRO                                     | PoRO                                     | エイ・ワン・シー         |
| 魔討綺譚 ZANKAN!（斬奸） 第一巻                                                                                                  | 1996年9月27日               | ピンクパイナップル                       | ピンクパイナップル                       | ピンクパイナップル       |
| 魔討綺譚 ZANKAN!（斬奸） 第二巻                                                                                                  | 1997年1月24日               | ピンクパイナップル                       | ピンクパイナップル                       | ピンクパイナップル       |
| マドンナ 完熟ボディCollection THE ANIMATION                                                                                      | 2014年8月1日                | Hills                                    | Hills                                    | ミルキーズピクチャーズ   |
| 魔法少女アイ VOL・1 魔法少女ハ独リ…                                                                                              | 2003年8月25日               | MilkyRED                                 | MilkyRED                                 | GPミュージアム           |
| 魔法少女アイ VOL・2 魔法少女散ル…                                                                                                | 2004年1月25日               | 「魔法少女アイ」製作委員会               | 「魔法少女アイ」製作委員会               | GPミュージアム           |
| 魔法少女アイ VOL・3 魔法少女覚醒                                                                                                 | 2004年10月25日              | 「魔法少女アイ」製作委員会               | 「魔法少女アイ」製作委員会               | GPミュージアム           |
| 魔法少女アイ VOL・4 魔法少女狂乱                                                                                                 | 2005年2月25日               | 「魔法少女アイ」製作委員会               | 「魔法少女アイ」製作委員会               | GPミュージアム           |
| 魔法少女アイ VOL・5 魔法少女-愛-                                                                                                 | 2005年8月25日               | 「魔法少女アイ」製作委員会               | 「魔法少女アイ」製作委員会               | GPミュージアム           |
| 魔法少女アイ参 THE ANIME Vol.1 魔法少女再臨                                                                                      | 2009年1月25日               | ミルキーズピクチャーズ                   | ミルキーズピクチャーズ                   | ミルキーズピクチャーズ   |
| 魔法少女アイ参 THE ANIME Vol.2 メグ見参                                                                                          | 2009年3月25日               | ミルキーズピクチャーズ                   | ミルキーズピクチャーズ                   | ミルキーズピクチャーズ   |
| 魔法少女アイ参 THE ANIME Vol.3 魔法少女光臨                                                                                      | 2009年5月25日               | ミルキーズピクチャーズ                   | ミルキーズピクチャーズ                   | ミルキーズピクチャーズ   |
| 魔法少女イスカ VOLUME 01 邂逅 | 2010年4月24日               | PIXY                                     |                                          |                          |
| 魔法少女イスカ VOLUME 02 魔獄 | 2010年11月26日              | PIXY                                     |                                          |                          |
| 魔法少女イスカ VOLUME 03 堕淫 | 2011年8月26日               | PIXY                                     |                                          |                          |
| 魔法少女えれな Vol.01「えれな、イキます!」≪Lift off≫                                                                             | 2011年7月8日                | わるきゅ〜れ＋＋                         | オーディン                               | オーディン               |
| 魔法少女えれな Vol.02「えみる、ヤります!」≪Fall on≫                                                                              | 2012年4月13日               | わるきゅ〜れ＋＋                         | オーディン                               | オーディン               |
| 魔法少女えれな Vol.03「えれな、ハジけます!」≪Lands on…≫                                                                          | 2013年2月22日               | わるきゅ〜れ＋＋                         | オーディン                               | オーディン               |
| 魔法少女沙枝 第一話 魔法少女はじめます♥                                                                                          | 2006年4月28日               | ひまじん                                 | ひまじん                                 | マリゴールド             |
| 魔法少女沙枝 第二話 十四人目の魔法少女                                                                                           | 2006年12月22日              | ひまじん                                 | ひまじん                                 | マリゴールド             |
| 魔法少女はキスして変身る #1 彼女が他の男とXXして魔法少女になるなんて!                                                            | 2014年8月29日               | エンゼルフィッシュ、ルネピクチャーズ     | エンゼルフィッシュ、ルネピクチャーズ     |                          |
| 魔法少女メルル オーガの山 | 1997年1月21日               | 波素館                                   | 波素館                                   | ビームエンタテインメント |
| 魔法少女メルル -サハギンの河- | 1998年4月25日               | あかとんぼ                               | あかとんぼ                               | ビームエンタテインメント |
| 魔法戦士スイートナイツ 〜ヒロイン凌辱指令〜 I                                                                                    | 2004年4月23日               | アルコ&イブ                              | クロスネット                             | クロスネット             |
| 魔法戦士スイートナイツ 〜ヒロイン凌辱指令〜 II                                                                                   | 2004年8月27日               | アルコ&イブ                              | クロスネット                             | クロスネット             |
| 魔法の詩保ちゃん 第1話 南極よりの使者                                                                                            | 1996年10月25日              | ピンクパイナップル                       | ピンクパイナップル                       | ピンクパイナップル       |
| 魔法の詩保ちゃん 第2話 夏のバカンス                                                                                              | 1997年6月27日               | ピンクパイナップル                       | ピンクパイナップル                       | ピンクパイナップル       |
| 継母 前編 | 2005年2月11日               | デジタルワークス                         | バニラ                                   | ジェイ・ブイ・ディー     |
| 継母 後編 | 2005年5月13日               | デジタルワークス                         | バニラ                                   | ジェイ・ブイ・ディー     |
| ママぷりっ!? 前編 | 2009年8月14日               | デジタルワークス                         | バニラ                                   | ジェイ・ブイ・ディー     |
| ママぷりっ!? 後編 | 2009年11月13日              | デジタルワークス                         | バニラ                                   | ジェイ・ブイ・ディー     |
| Mama×Holic 〜魅惑のママと甘々カンケイ♡〜 The Animation 上巻                                                                      | 2021年11月26日              | ピンクパイナップル                       | ピンクパイナップル                       | ピンクパイナップル       |
| Mama×Holic 〜魅惑のママと甘々カンケイ♡〜 The Animation 下巻                                                                      | 2021年11月26日              | ピンクパイナップル                       | ピンクパイナップル                       | ピンクパイナップル       |
| マヨヒガのお姉さん THE ANIMATION                                                                                                 | 2017年7月7日                | BOOTLEG                                  | BOOTLEG                                  | ミルキーズピクチャーズ   |
| マリッジブルー「婚約者がいるのに、どうしてこんな男に…」 第一話「私、こんなの知らないっ…!!」                                      | 2013年3月22日               | ミルクセーキ、ルネピクチャーズ           | ミルクセーキ、ルネピクチャーズ           | マリゴールド             |
| ㊙劇画 浮世絵千一夜 | 1969年10月29日              | レオプロダクション                       | -                                        | -                        |
| 麻呂の患者はガテン系 咲美の章 | 2015年5月1日                | 蜜                                       | 蜜                                       | ミルキーズピクチャーズ   |
| 麻呂の患者はガテン系 咲美の章2                                                                                                   | 2015年6月5日                | 蜜                                       | 蜜                                       | ミルキーズピクチャーズ   |
| 満淫電車 調書1「巨乳エリートOL、出発淫行」                                                                                       | 2005年5月27日               | ひまじん                                 | ひまじん                                 | マリゴールド             |
| 満淫電車 調書2「バージンロードはザーメンまみれ、安全日確認ヨシ!」                                                                | 2007年9月28日               | ひまじん                                 | ひまじん                                 | マリゴールド             |
| 満淫電車 調書3「舌たらずな放課後、急発射注意」                                                                                   | 2009年4月24日               | 鈴木みら乃                               | 鈴木みら乃                               | エイ・ワン・シー         |
| 漫喫ハプニング 〜女難が空から降ってくる!? 美少女達から身を守れ!〜 編                                                             | 2015年3月27日               | Collaboration Works                      | Collaboration Works                      | エイ・ワン・シー         |
| 漫喫ハプニング 新人アイドルだってラッキースケベ!? 漫喫個室でラブラブハプニング!! 編                                              | 2015年4月24日               | Collaboration Works                      | Collaboration Works                      | エイ・ワン・シー         |
| 漫喫ハプニング ラッキースケベ、危うし!! 社長令嬢が差し出すのは捜査令状!? 編                                                      | 2015年7月31日               | Collaboration Works                      | Collaboration Works                      | エイ・ワン・シー         |
| 漫喫ハプニング ツンツン♡デレデレ♡ SとMのホライゾン。爆乳おバカ令嬢はアブノーマルがお好き!? 編                                    | 2015年8月28日               | Collaboration Works                      | Collaboration Works                      | エイ・ワン・シー         |
| 御神楽探偵団 -活動写真- 第一幕                                                                                                   | 2004年3月26日               | ピンクパイナップル                       | ピンクパイナップル                       | ピンクパイナップル       |
| 御神楽探偵団 -活動写真- 第二幕                                                                                                   | 2004年6月25日               | ピンクパイナップル                       | ピンクパイナップル                       | ピンクパイナップル       |
| 御神楽探偵団 -活動写真- 第三幕                                                                                                   | 2004年9月24日               | ピンクパイナップル                       | ピンクパイナップル                       | ピンクパイナップル       |
| みさとちゃんの夢日記 | 1999年7月30日               | ディディ                                 | メディアバンク                           | メディアバンク           |
| みずいろ 第一期 〜雪希の章〜 | 2002年8月23日               | ピンクパイナップル                       | ピンクパイナップル                       | ピンクパイナップル       |
| みずいろ 第二期 〜日和の章〜 | 2002年12月6日               | ピンクパイナップル                       | ピンクパイナップル                       | ピンクパイナップル       |
| 水着彼女 〜THE ANIMATION〜 Fit.1「みずほ!エクササイズ!」                                                                         | 2009年1月23日               | ピンクパイナップル                       | ピンクパイナップル                       | ピンクパイナップル       |
| 水着彼女 〜THE ANIMATION〜 Fit.2「白い誘惑」                                                                                     | 2009年4月24日               | ピンクパイナップル                       | ピンクパイナップル                       | ピンクパイナップル       |
| 水着彼女 〜THE ANIMATION〜 Fit.3「時をかけるくの一」                                                                             | 2009年8月28日               | ピンクパイナップル                       | ピンクパイナップル                       | ピンクパイナップル       |
| 水着彼女 〜THE ANIMATION〜 Fit.4「水着と二人の彼女」                                                                             | 2009年11月27日              | ピンクパイナップル                       | ピンクパイナップル                       | ピンクパイナップル       |
| Misuzu 〜イケナイコト〜 Anime Edition                                                                                            | 2016年8月5日                | AniMan                                   | AniMan                                   | ミルキーズピクチャーズ   |
| ミセスジャンキー ボリューム1 | 2006年2月25日               | Milky                                    | Milky                                    | GPミュージアムソフト     |
| ミセスジャンキー ボリューム2 完結編                                                                                              | 2007年1月25日               | Milky                                    | Milky                                    | GPミュージアムソフト     |
| 御魂 〜忍〜 巻の一 | 2009年2月25日               | 「御魂」アニメ製作委員会                 | 「御魂」アニメ製作委員会                 | ミルキーズピクチャーズ   |
| 御魂 〜忍〜 巻の二 | 2009年9月25日               | 「御魂」アニメ製作委員会                 | 「御魂」アニメ製作委員会                 | ミルキーズピクチャーズ   |
| Mi・da・ra screen1「お兄ちゃんは、何を望むの?」                                                                                  | 2002年1月21日               | ミュージアムピクチャーズ                 | ミュージアムピクチャーズ                 | ミュージアム             |
| Mi・da・ra screen2「お兄ちゃん、ア・ゲ・ル」                                                                                     | 2002年3月25日               | ミュージアムピクチャーズ                 | ミュージアムピクチャーズ                 | ミュージアム             |
| mi・da・ra screen3「お兄ちゃん、恥ずかしい…」                                                                                    | 2002年7月25日               | ミュージアムピクチャーズ                 | ミュージアムピクチャーズ                 | GPミュージアム           |
| ミッドナイトパンサー VOL.1 愛であなたを殺してあげる…                                                                             | 1998年8月25日               | グリーンバニー                           | ビームエンタテインメント                 | ビームエンタテインメント |
| ミッドナイトパンサー VOL.2 永遠のキスをあなたにあげる…                                                                           | 1998年12月18日              | グリーンバニー                           | ビームエンタテインメント                 | ビームエンタテインメント |
| ミニスカ学園 | 2001年12月21日              | プリンセス・プロダクション               |                                          |                          |
| ミネルバの剣士 邂逅の章 ［セクシャルグレードアップ改訂版］                                                                       | 2000年7月18日               | オールプロダクツ                         | オールプロダクツ                         | ファイブウェイズ         |
| ミネルバの剣士 黎明の章 ［セクシャルグレードアップ改訂版］                                                                       | 2000年7月18日               | オールプロダクツ                         | オールプロダクツ                         | ファイブウェイズ         |
| 未亡人 〜ぬめり合う肉欲と淫らに濡れる蜜壺〜 -第1章- 淫靡なる相続                                                                 | 2004年6月25日               | 「未亡人」アニメ製作委員会               | 「未亡人」アニメ製作委員会               | GPミュージアムソフト     |
| 未亡人 〜ぬめり合う肉欲と淫らに濡れる蜜壺〜 -第2章- 淫辱の遺産                                                                   | 2004年10月25日              | 「未亡人」アニメ製作委員会               | 「未亡人」アニメ製作委員会               | GPミュージアムソフト     |
| 未亡人日記 THE ANIMATION 〜憧れのあの女と一つ屋根の下〜                                                                          | 2013年1月25日               | ピンクパイナップル                       | ピンクパイナップル                       | ピンクパイナップル       |
| 宮崎摩耶大図鑑 | 2010年11月19日              | MCPK                                     | MCPK                                     | ミルキーズピクチャーズ   |
| 宮崎摩耶大図鑑2 | 2011年2月18日               | MCPK                                     | MCPK                                     | ミルキーズピクチャーズ   |
| Milkyway その① 浮気してもええよ                                                                                                  | 2003年6月25日               | れもんは〜と                             | れもんは〜と                             | れもんは〜と             |
| Milkyway その② きもちは止まらないよ                                                                                              | 2003年8月25日               | れもんは〜と                             | れもんは〜と                             | れもんは〜と             |
| ミルキイギャル① キャッツ愛 | 1985年6月21日               | 富士ビデオ                               | 富士ビデオ                               |                          |
| ミルキーチャイルドシリーズ 魔法のルージュ りっぷ☆すてぃっく                                                                      | 1985年8月10日               | ミルキーズ・プロジェクト                 | 白夜書房                                 |                          |
| MILKジャンキー 姉妹編 ボリューム1                                                                                                | 2005年3月25日               | 「MILKジャンキー姉妹編」アニメ製作委員会 | 「MILKジャンキー姉妹編」アニメ製作委員会 | GPミュージアムソフト     |
| MILKジャンキー 姉妹編 ボリューム2                                                                                                | 2005年6月25日               | 「MILKジャンキー姉妹編」アニメ製作委員会 | 「MILKジャンキー姉妹編」アニメ製作委員会 | GPミュージアムソフト     |
| MILKジャンキー 姉妹編 ボリューム3                                                                                                | 2006年8月25日               | 「MILKジャンキー姉妹編」アニメ製作委員会 | 「MILKジャンキー姉妹編」アニメ製作委員会 | GPミュージアムソフト     |
| MILKジャンキー 姉妹編 完結編 ボリューム4                                                                                         | 2006年11月25日              | 「MILKジャンキー姉妹編」アニメ製作委員会 | 「MILKジャンキー姉妹編」アニメ製作委員会 | GPミュージアムソフト     |
| Moonlight Sonata（ムーンライトソナタ） 第一章・月光の雫                                                                          | 2001年6月25日               | ミュージアムピクチャーズ                 | ミュージアムピクチャーズ                 | ミュージアム             |
| 夢現の境界 | 2000年10月28日              | シネマパラダイス                         | シネマパラダイス                         | ファイブウェイズ         |
| 夢現の境界2 | 2001年1月28日               | シネマパラダイス                         | シネマパラダイス                         | ファイブウェイズ         |
| 夢現の境界3 | 2001年3月28日               | シネマパラダイス                         | シネマパラダイス                         | ファイブウェイズ         |
| 夢現の境界4 | 2001年7月28日               | シネマパラダイス                         | シネマパラダイス                         | ファイブウェイズ         |
| 無人島物語X 第1話「漂着」 | 1998年7月24日               | ピンクパイナップル                       | ピンクパイナップル                       | ピンクパイナップル       |
| 無人島物語X 第2話「罠」 | 1998年10月23日              | ピンクパイナップル                       | ピンクパイナップル                       | ピンクパイナップル       |
| 無人島物語X 第3話「疑心」 | 1999年1月22日               | ピンクパイナップル                       | ピンクパイナップル                       | ピンクパイナップル       |
| 無人島物語X 第4話「夜明」 | 1999年4月23日               | ピンクパイナップル                       | ピンクパイナップル                       | ピンクパイナップル       |
| 無人島物語XX File1「自鳴琴」 | 1999年11月26日              | ピンクパイナップル                       | ピンクパイナップル                       | ピンクパイナップル       |
| 無人島物語XX File2「首飾り」 | 2000年2月25日               | ピンクパイナップル                       | ピンクパイナップル                       | ピンクパイナップル       |
| 無人島物語XX File3「鍵盤（ピアノ）」                                                                                             | 2000年5月26日               | ピンクパイナップル                       | ピンクパイナップル                       | ピンクパイナップル       |
| 無人島物語XX File4「髪帯（リボン）」                                                                                             | 2000年6月23日               | ピンクパイナップル                       | ピンクパイナップル                       | ピンクパイナップル       |
| 息子の友達に犯されて 前編 | 2009年3月13日               | デジタルワークス                         | バニラ                                   | ジェイ・ブイ・ディー     |
| 息子の友達に犯されて 後編 | 2009年6月12日               | デジタルワークス                         | バニラ                                   | ジェイ・ブイ・ディー     |
| むち♥無知ッ強制成長中っ!!! Growth.1 カラダは大人っ! 中身は…♥                                                                     | 2018年7月13日               | せるふぃっしゅ                           |                                          |                          |
| むち♥無知ッ強制成長中っ!!! Growth.2 Hだけど何にも知らない女のコ♥                                                                 | 2018年7月20日せるふぃっしゅ |                                          |                                          |                          |
| むっつりドスケベ露義母姉妹の本質見抜いてセックス三昧 #1 僕の義妹はハーフの金髪ギャルビッチで、義姉は清楚系ハーフ黒髪ビッチでした | 2018年6月1日                | ばにぃうぉ〜か〜                         | ばにぃうぉ〜か〜                         |                          |
| むっつりドスケベ露義母姉妹の本質見抜いてセックス三昧 #2 僕の義姉妹がビッチなのは、義母さんの本性がヤリマンだったからでした       | 2018年7月6日                | ばにぃうぉ〜か〜                         | ばにぃうぉ〜か〜                         |                          |
| 胸キュン! はぁとふるCafe いっかいめ 今日はどっちにする?                                                                          | 2002年8月25日               | ミュージアムピクチャーズ                 | ミュージアムピクチャーズ                 | GPミュージアム           |
| 胸キュン! はぁとふるCafe にかいめ わたしを見て…                                                                                  | 2002年10月25日              | ミュージアムピクチャーズ                 | ミュージアムピクチャーズ                 | GPミュージアム           |
| 夢魔の街コルネリカ 第一話 危険がいっぱいコルネリカ〜サキュバスたちの楽園〜                                                       | 2018年11月30日              | 魔人                                     | 魔人                                     | エイ・ワン・シー         |
| 夢魔の街コルネリカ 第二話 お仕事たくさんコルネリカ〜白良のミルクとアルネの魔道具〜                                               | 2019年1月25日               | 魔人                                     | 魔人                                     | エイ・ワン・シー         |
| 夢魔の街コルネリカ 第三話 甘いひとときコルネリカ 〜ロザリーの視線とリリィの想い〜                                                | 2019年3月29日               | 魔人                                     | 魔人                                     | エイ・ワン・シー         |
| 夢魔の街コルネリカ 第四話 淫行乱交コルネリカ 〜アルネとロザリーと白良とリリィ〜                                                  | 2019年4月26日               | 魔人                                     | 魔人                                     | エイ・ワン・シー         |
| 村又さんの秘密 上巻 | 2020年7月17日               | Queen Bee                                | メディアバンク                           | メディアバンク           |
| 村又さんの秘密 下巻 | 2020年9月25日               | Queen Bee                                | メディアバンク                           | メディアバンク           |
| めいking エピソード1 | 1999年10月8日               | デジタルワークス                         | バニラ                                   | ジェイ・ブイ・ディー     |
| めいking エピソード2 | 1999年12月24日              | デジタルワークス                         | バニラ                                   | ジェイ・ブイ・ディー     |
| めいking エピソード3 | 2000年8月4日                | デジタルワークス                         | バニラ                                   | ジェイ・ブイ・ディー     |
| めいking エピソード4 | 2001年1月12日               | デジタルワークス                         | バニラ                                   | ジェイ・ブイ・ディー     |
| 冥刻學園 受胎編 #1 お願いします……先生の精液で、私たちを助けて欲しいんです!!                                                      | 2017年4月28日               | ばにぃうぉ〜か〜                         | ばにぃうぉ〜か〜                         |                          |
| 冥刻學園 受胎編 #2 お兄ちゃんに中出しされて、私……とっても嬉しかったよ♥                                                           | 2017年5月26日               | ばにぃうぉ〜か〜                         | ばにぃうぉ〜か〜                         |                          |
| メイド姉 一日目 | 2011年8月19日               | デジタルワークス                         | デジタルワークス                         | ミルキーズピクチャーズ   |
| メイド姉 二日目 | 2011年12月16日              | デジタルワークス                         | デジタルワークス                         | ミルキーズピクチャーズ   |
| Maids in Dream（メイド イン ドリーム） 第1話 ようこそご主人様                                                                    | 2003年7月25日               | れもんは〜と                             | れもんは〜と                             | れもんは〜と             |
| Maids in Dream（メイド イン ドリーム） 第2話 メイド達のいる風景                                                                  | 2003年12月25日              | れもんは〜と                             | れもんは〜と                             | れもんは〜と             |
| MAID iN HEAVEN SuperS 調教して!して!編 1                                                                                         | 2005年10月28日              | グリーンバニー                           | グリーンバニー                           |                          |
| MAID iN HEAVEN SuperS 奉仕する!する!編 2                                                                                         | 2005年11月25日              | グリーンバニー                           | グリーンバニー                           |                          |
| メイドさんとボイン魂 THE ANIMATION                                                                                               | 2015年7月3日                | 蜜                                       | 蜜                                       | ミルキーズピクチャーズ   |
| メイドさんとボイン魂 EXTEND THE ANIMATION                                                                                        | 2015年8月7日                | 蜜                                       | 蜜                                       | ミルキーズピクチャーズ   |
| メイドの館 〜絶望編〜 上巻 | 2002年9月6日                | デジタルワークス                         | バニラ                                   | ジェイ・ブイ・ディー     |
| メイドの館 〜絶望編〜 下巻 | 2002年12月13日              | デジタルワークス                         | バニラ                                   | ジェイ・ブイ・ディー     |
| メイド召しませ | 2001年12月21日              | オブテイン・フューチャー                 | オブテイン・フューチャー                 |                          |
| Maple Colors（メイプル カラーズ） 第一幕 Hな激闘編                                                                               | 2004年12月25日              | 「メイプルカラーズ」アニメ製作委員会     | 「メイプルカラーズ」アニメ製作委員会     | GPミュージアムソフト     |
| Maple Colors（メイプル カラーズ） 第二幕 青春H編                                                                                 | 2005年3月25日               | 「メイプルカラーズ」アニメ製作委員会     | 「メイプルカラーズ」アニメ製作委員会     | GPミュージアムソフト     |
| めがちゅ! The Animation 第1話 | 2007年7月25日               | 「めがちゅ！」アニメ製作委員会           | 「めがちゅ！」アニメ製作委員会           | GPミュージアムソフト     |
| めがちゅ! The Animation 第2話 | 2007年8月25日               | 「めがちゅ！」アニメ製作委員会           | 「めがちゅ！」アニメ製作委員会           | GPミュージアムソフト     |
| めがちゅ! The Animation 第3話 | 2008年1月25日               | 「めがちゅ！」アニメ製作委員会           | 「めがちゅ！」アニメ製作委員会           | GPミュージアムソフト     |
| メガネnoメガミ #1 | 2019年5月31日               | ばにぃうぉ〜か〜                         | ばにぃうぉ〜か〜                         |                          |
| メガネnoメガミ #2 | 2019年6月7日                | ばにぃうぉ〜か〜                         | ばにぃうぉ〜か〜                         |                          |
| 女狼狂濡（めがみきょうじゅ） 妄獣編                                                                                              | 2003年8月27日               | チェリーリップス                         | チェリーリップス                         |                          |
| 女狼狂濡（めがみきょうじゅ） 濡婦編                                                                                              | 2003年11月21日              | チェリーリップス                         | チェリーリップス                         |                          |
| 女神探偵 VINUS FILE FILE 01 | 2003年5月18日               | ファイブウェイズ                         | ファイブウェイズ                         | ファイブウェイズ         |
| めじょく 前編 | 2004年12月10日              | デジタルワークス                         | バニラ                                   | ジェイ・ブイ・ディー     |
| めじょく 後編 | 2005年3月11日               | デジタルワークス                         | バニラ                                   | ジェイ・ブイ・ディー     |
| 牝教師 淫辱の教室 #1 私、汚されてしまいました…                                                                                   | 2009年6月25日               | ミルキーズピクチャーズ                   | ミルキーズピクチャーズ                   | ミルキーズピクチャーズ   |
| 牝教師 淫辱の教室 #2 私、もう戻れません…                                                                                         | 2009年12月25日              | ミルキーズピクチャーズ                   | ミルキーズピクチャーズ                   | ミルキーズピクチャーズ   |
| 牝教師 淫辱の教室 #3 私、仕合わせです…                                                                                           | 2010年5月21日               | ミルキーズピクチャーズ                   | ミルキーズピクチャーズ                   | ミルキーズピクチャーズ   |
| 牝教師4 〜穢された教壇〜 生意気ドジっ娘女教師・美結 〜高飛車ハメ堕ち2濁金♥〜                                                     | 2015年10月30日              | PoRO                                     | PoRO                                     | エイ・ワン・シー         |
| 牝教師4 〜穢された教壇〜 鉄仮面女教師・マキ 〜蔑み漏れる罵り吐息♥〜                                                              | 2016年3月25日               | PoRO                                     | PoRO                                     | エイ・ワン・シー         |
| 牝教師4 〜穢された教壇〜 聖凛学園長・優理〜熟れ晒すめげない媚肉♥                                                                 | 2017年1月27日               | PoRO                                     | PoRO                                     | エイ・ワン・シー         |
| 牝教師4 〜穢された教壇〜 はしたない学園長・優理〜窓際ハメる征服露出♥〜                                                           | 2017年7月28日               | PoRO                                     | PoRO                                     | エイ・ワン・シー         |
| 牝教師4 〜穢された教壇〜 エロスパ女教師・歌穂〜寄り添い溢れる婢狂♥                                                               | 2020年7月31日               | PoRO                                     | PoRO                                     | エイ・ワン・シー         |
| 牝教師4 〜穢された教壇〜 マイクロマスコット・あさひ〜強気に蠢く玩具箱♥                                                           | 2020年9月25日               | PoRO                                     | PoRO                                     | エイ・ワン・シー         |
| 牝性 -ペルソナ- | 2013年7月19日               | 「牝性」製作委員会                       | ミルキーズピクチャーズ                   | ミルキーズピクチャーズ   |
| メスのちトラレ 上巻 ハメられた生徒会長                                                                                           | 2013年4月5日                | メリー・ジェーン                         | メリー・ジェーン                         | メリー・ジェーン         |
| メスのちトラレ 下巻 ハラまされた生徒会長                                                                                         | 2013年6月21日               | メリー・ジェーン                         | メリー・ジェーン                         | メリー・ジェーン         |
| MEZZO FORTE（メゾフォルテ） vol.1                                                                                                | 2000年5月25日               | グリーンバニー                           |                                          |                          |
| MEZZO FORTE（メゾフォルテ） vol.2                                                                                                | 2001年6月25日               | グリーンバニー                           |                                          |                          |
| 女畜（MECHIKU） | 1999年2月26日               | 女畜制作委員会                           | 女畜制作委員会                           | ジェイ・ブイ・ディー     |
| メルティス・クエスト act.1 | 2020年2月21日               | BOMB!CUTE!BOMB!                          |                                          |                          |
| メルティス・クエスト act.2 | 2020年2月28日               | BOMB!CUTE!BOMB!                          |                                          |                          |
| めんくい! Face.1「初めてだから…優しくして」                                                                                      | 2011年5月27日               | ピンクパイナップル                       | ピンクパイナップル                       | ピンクパイナップル       |
| めんくい! Face.2「メイドと主人と2号ちゃん」                                                                                      | 2011年8月26日               | ピンクパイナップル                       | ピンクパイナップル                       | ピンクパイナップル       |
| メンヘラ歩理のヤまないおねだり 〜ヘッドホンははずせない〜 1stシングル. 売れない元アイドル大ピンチ! エッチで良い曲作ります!編     | 2017年6月30日               | Collaboration Works                      | Collaboration Works                      | エイ・ワン・シー         |
| メンヘラ歩理のヤまないおねだり〜ヘッドホンははずせない〜 2ndシングル. 愛しのあの人に女の影!? ずっと私と繋がって♡編               | 2017年8月25日               | Collaboration Works                      | Collaboration Works                      | エイ・ワン・シー         |
| もう挟まずにはいられない 〜星にお願いしたらこんなにおっきくなっちゃった!〜                                                       | 2014年2月28日               | PashminaA                                | PashminaA                                | デジタルワークス         |
| 魍魎の贄 一人目「BAD END 孕ませ地獄 千尋と鈴白」                                                                                 | 2012年12月21日              | アドバンス                               | アドバンス                               | ミルキーズピクチャーズ   |
| 魍魎の贄 二人目「BAD END 孕ませ地獄 すずなとレイカ」                                                                             | 2013年3月15日               | アドバンス                               | アドバンス                               | ミルキーズピクチャーズ   |
| もぎたてマリナちゃん | 1999年12月18日              | ファイブウェイズ                         | シネマヌーヴ                             | ファイブウェイズ         |
| もけもけ大正電動娘 ARISA 第壱話                                                                                                  | 2005年5月27日               | グリーンバニー                           | グリーンバニー                           |                          |
| もけもけ大正電動娘 ARISA 第弐話                                                                                                  | 2005年7月29日               | グリーンバニー                           | グリーンバニー                           |                          |
| 百舌鳥ノ贄（もずのにえ） 早贄 | 2003年5月30日               | ディスカバリー                           | ディスカバリー                           | セブンエイト             |
| もっかいしよ? ちーぷ♥すろーと | 2014年7月4日                | AniMan                                   | AniMan                                   | ミルキーズピクチャーズ   |
| 喪服妻 「未亡人保奈美」 | 2010年10月29日              | -喪服妻-製作委員会                       | ガールズトーク                           | ルネピクチャーズ         |
| 〜もみじ〜 「ワタシ…人形じゃありません…」 第1巻 季節はずれの落葉                                                                 | 2002年4月25日               | blue eyes                                | blue eyes                                | blue eyes                |
| 〜もみじ〜 「ワタシ…人形じゃありません…」 第2巻 色づきはじめた若葉たち                                                           | 2002年8月25日               | blue eyes                                | blue eyes                                | blue eyes                |
| 〜もみじ〜 「ワタシ…人形じゃありません…」 第3巻 芽吹きはじめた若葉たち                                                           | 2003年5月25日               | blue eyes                                | blue eyes                                | blue eyes                |
| 〜もみじ〜 「ワタシ…人形じゃありません…」 第4巻 落つることのないもみじ                                                           | 2003年8月25日               | blue eyes                                | blue eyes                                | blue eyes                |
| 桃色望遠鏡 Anime Edition | 2017年2月3日                | chippai                                  | chippai                                  | ミルキーズピクチャーズ   |
| ももいろみるく 1 | 2015年5月22日               | Queen Bee                                | メディアバンク                           | メディアバンク           |
| ももいろみるく 2 | 2015年8月7日                | Queen Bee                                | メディアバンク                           | メディアバンク           |
| 森のくまさん、冬眠中。 | 2022年10月26日              | 彗星社                                   |                                          |                          |
| もんむす・くえすと! #1 外伝・サキュバス幻想 〜負ければ妖女に犯される〜                                                           | 2017年1月27日               | せるふぃっしゅ                           |                                          |                          |
| もんむす・くえすと! #2 魅凪（みなぎ）・バビロンの大淫婦 〜負ければ妖女に犯される〜                                               | 2017年2月10日               | せるふぃっしゅ                           |                                          |                          |
| ←は行 | ↑目次                       | や行→                                    | や行→                                    | や行→                    |